# Església parroquial de Sant Andreu Salou

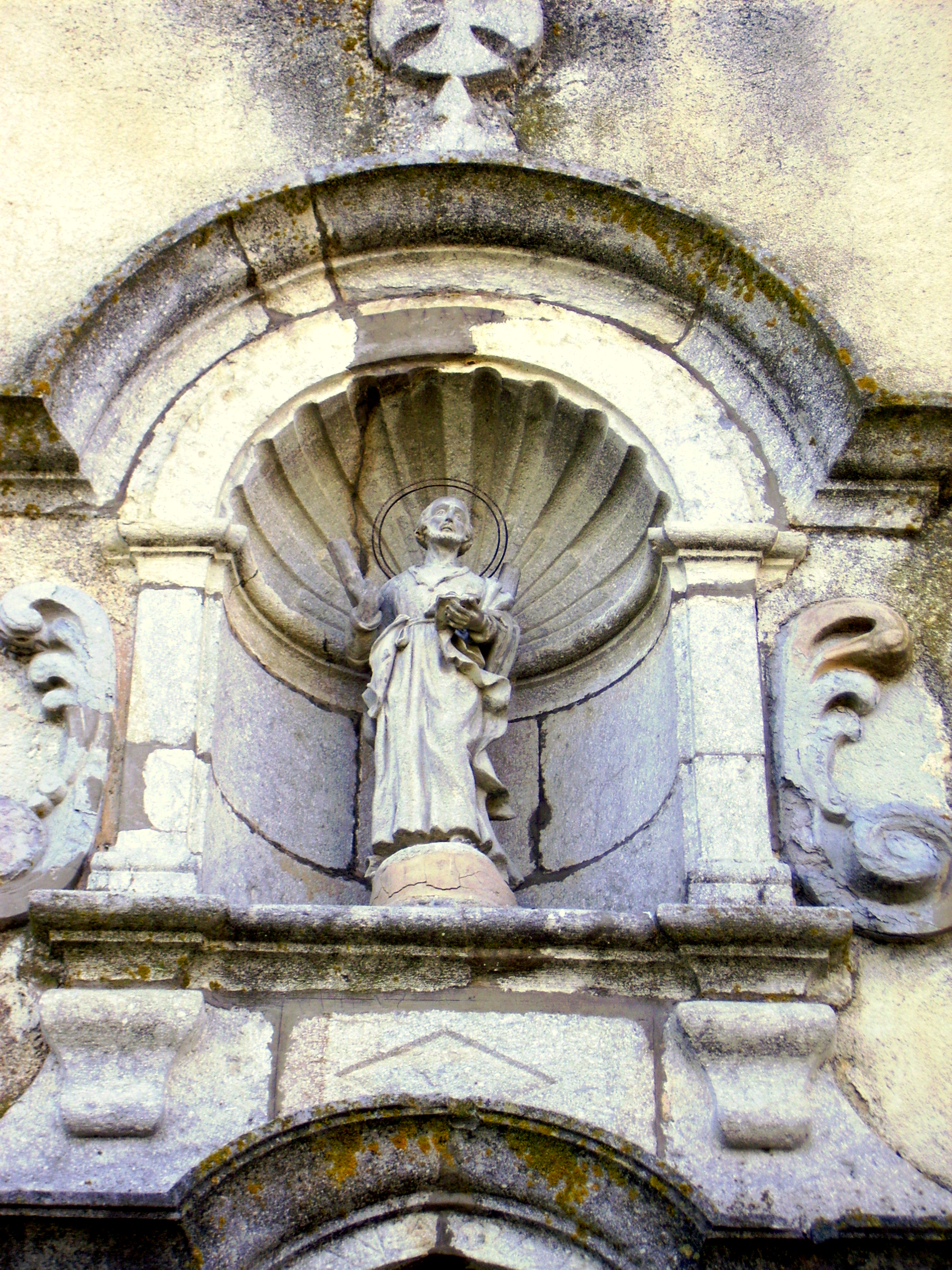
Fornícula amb la imatge de Sant Andreu sobre la porta de l'església

L'església parroquial de Sant Andreu és un monument del municipi de Sant Andreu Salou. És un edifici d'una nau amb capelles laterals. L'interior és cobert amb voltes de llunetes. A terra hi ha dues lloses de pedra que clouen dos sepulcres i que porten inscripcions i una corona, són del segle xix i pertanyen a rectors. La portalada de l'any 1779 és de decoració molt senzilla, amb dues columnes laterals planes i amb dos pinacles en forma de pinya a la part superior. Sota la rosassa de vitralls hi ha una mandorla que conté l'estatueta del sant patró. La torre campanar, de base quadrada, té quatre obertures d'arc de ferradura i és coronada amb un teulat en forma de pinacle.
L'església parroquial de Sant Andreu es pot identificar, probablement, amb una de les que varen ser donades als canonges de Girona pel bisbe Teuter l'any 882. La parròquia de Sant Andreu Salou és esmentada l'any 1222. No queden rastres de l'antic temple medieval. L'església actual va ser bastida el segle xviii i el campanar és posterior, possiblement del segle xix.